# 1927년
1927년은 토요일로 시작하는 평년이다.

## 연호
- 대한민국 임시정부(大韓民國 臨時政府) 대한민국(大韓民國) 9년
- 중화민국(中華民國) 민국(民國) 16년
- 일본(日本) 쇼와(昭和) 2년
- 응우옌 왕조(阮朝) 바오다이(保大) 2년

## 기년
- 응우옌 왕조(阮朝) 보대제(保大帝) 2년

## 사건
- 1월 - 월간 <시대평론> 창간
- 1월 18일 - 최정익, 여운홍 외 20여명이 농촌계발과 문맹퇴치 목적으로 조선농민사 설립
- 1월 19일 - 신석우 등이 신간회 발족
- 1월 22일 - 연초전매령 개정 공포
- 2월 10일
  - 조선어연구회가 <한글> 창간
  - 조선귀족세습재산령 공포
- 2월 12일 - 허헌, 김법린이 벨기에 브뤼셀 국제반제국주의대연맹 참석
- 2월 15일 - 신간회 창립 (회장 이상재)
- 2월 16일 - 경성방송국이 서울 정동에서 JODK 호출부호로 라디오 방송 개시.
- 2월 25일 - 대한민국 임시정부에서 임시헌법 통과. 수반제를 집단지도제로 개편
- 3월 - 이경손, 김을한 등이 조선영화예술협회 결성
- 3월 1일 - 일본사 교과서 명칭을 '국사'로 개정
- 3월 19일 - 재일 17개 한인단체가 조선인단체협의회 조직
- 3월 26일 - 상해한인청년회 설립
- 4월 - 만주 신안둔에서 신민부, 정의부, 참의부 대표가 삼부 통합과 유일당 조직 논의를 위해 회합
- 4월 1일
  - 일본 제국이 징병제와 관련된 법령인 징병령을 병역법으로 개정.
  - 만주 지린성에서 안창호가 농민호조사 조직
- 일본여자대학교 예과부를 설치.
- 4월 7일 - 이상재의 사회장이 최초로 거행
- 4월 12일 -  중국 국민당의 장제스, 4.12사건을 일으켜 공산당 숙청에 나섬
- 4월 17일 - 경성제2고등보통학교가 6·10 만세운동 관련학생 180여명 퇴학 처분. 경성제국대학은 6·10 만세운동 관련 학생의 입학 불허
- 5월 2일 - 함경남도 흥남에서 조선질소비료주식회사 설립
- 5월 21일 - 찰스 린드버그가 최초의 대서양 횡단 비행을 마치다.
- 5월 27일 - 서울 YMCA회관에서 유영준, 김활란 등이 신간회 자매단체인 근우회 조직
- 6월 5일
  - 계명구락부가 최남선, 정인보, 이윤재 등을 중심으로 <조선어사전> 편찬 착수
  - 조선산업박람회 개관식
- 6월 14일 - 경북유림단 사건 대표 김창숙이 상하이에서 검거
- 7월 9일 - 제1회 전국정구구락부연맹전 개최
- 7월 10일 - 신간회 경성지회 설립 (회장 한용운)
- 7월 22일 - 이탈리아의 축구 클럽 AS 로마 창단.
- 8월 - 신민부 군정위원회 국내진공 특수공작대 파견
- 8월 1일
  - 중국에서 난창 봉기 발생
  - 경성무전국 완공, 통신 개시
- 8월 7일 - 박경원이 여성 최초 비행사 면허 획득
- 8월 20일 - 조선 철도, 함경선의 고무산(古茂山)-신참(新站)간 개통.
- 9월 1일 - 윤극영, 한정동 등이 조선동요연구협회 창립
- 10월 - 옥구군 이엽사 농장 소작인들이 소작료 불납동맹 항쟁
- 10월 6일 - 세계 최초의 발성영화 《재즈 싱어》, 미국 뉴욕서 개봉.
- 10월 18일 - 의열단 소속 장진홍 열사에 의해 대구 조선은행 폭파 사건 발생, 일경 등 5명 중상.
- 10월 21일 - 일본 밀정 홍종락 암살사건에 대한 복심에서 문창숙 사형 선고
- 11월 - 홍난파, <고향의 봄> 작곡.
- 12월 11일 - 중국 공산당이 광저우 폭동을 일으켰다.
- 12월 16일 - 만주 지린성에서 정의부의원장 오동진이 신의주 일경에게 검거
- 정지용이 시 《향수》를 발표
- 《성서조선》 창간

## 문화
- 2월 16일 - 조선방송협회에서 라디오 방송(現 KBS 제1라디오) 개국.
- 3월 17일 - 천주교 평양교구가 서울교구에서 독립
- 5월 7일 - 샌프란시스코 국제공항 개항.
- 7월 2일 - 오타와 맥도널드 카르티에 국제공항 개항.
- 12월 1일 - 한강철교 복선 운행 시작.

## 탄생

### 1월
- 1월 1일 - 미국의 경제학자, 노벨상 수상자 버넌 스미스.
- 1월 6일 - 대한민국의 경제학자 변형윤. (~2022년)
- 1월 9일 - 대한민국의 가수 명국환. (~2023년)
- 1월 10일 - 대한민국의 기업인 한영원. (~2006년)
- 1월 12일 - 대한민국의 시민운동가 김문숙. (~2021년)
- 1월 17일
  - 대한민국의 정치인 최운지. (~2024년)
  - 대한민국의 정치인 정규헌. (~1993년)
- 1월 25일 - 브라질의 음악가 안토니우 카를루스 조빙. (~1994년)
- 1월 28일
  - 대한민국의 민주운동가 이문영. (~2014년)
  - 영국의 남성 재즈 트럼페터 겸 재즈 색소포니스트 로니 스콧.
- 1월 29일 - 대한민국의 배우 백설희. (~2010년)

### 2월
- 2월 3일
  - 대한민국의 비구니 승려 대행. (~2012년)
  - 대한민국의 국악인 박송희. (~2017년)
- 2월 5일 - 태국의 제9대 국왕 라마 9세. (~2016년)
- 2월 10일
  - 대한민국의 언론인, 정치인 지갑종. (~2019년)
  - 대한민국의 생물학자, 대학 교수, 총리 장진. (~2011년)
- 2월 12일
  - 대한민국의 무용가 김백봉. (~2023년)
  - 이스라엘의 사격선수 헨리 헤르스코비치. (~2022년)
- 2월 16일 - 대한민국의 군인 김두만.
- 2월 20일 - 미국의 영화감독 시드니 포이티어. (~2022년)
- 2월 22일 - 미국의 영화배우 도널드 메이. (~2022년)
- 2월 24일 - 프랑스의 배우 에마뉘엘 리바. (~2017년)
- 2월 27일 - 대한민국의 작사가, 작곡가, 색소폰 연주가 길옥윤. (~1995년)

### 3월
- 3월 1일 - 미국의 음악가 해리 벨라폰테. (~2022년)
- 3월 6일 - 콜롬비아의 소설가 가브리엘 가르시아 마르케스. (~2014년)
- 3월 8일 - 폴란드의 공산당 지도자 스타니스와프 카니아. (~2020년)
- 3월 10일
  - 미국의 엔지니어, 윈드쉴드 와이퍼의 발명가 로버트 컨스. (~2005년)
  - 독일의 축구 선수 유프 데어발. (~2007년)
- 3월 18일 - 중화민국의 학자 장징후 (~2019년)
- 3월 19일 - 대한민국의 정치인 강재구. (~1989년)
- 3월 21일
  - 대한민국의 군인, 법조인 신직수. (~2001년)
  - 대한민국의 비전향 장기수 최하종.
  - 독일의 정치인 한스디트리히 겐셔. (~2016년)
- 3월 24일 - 독일의 극작가 마르틴 발저. (~2023년)
- 3월 31일 - 미국의 배우 윌리엄 대니얼스.

### 4월
- 4월 1일 - 대한민국의 만화가 신동헌. (~2017년)
- 4월 2일 - 헝가리의 축구 선수, 축구 감독 푸슈카시 페렌츠 (~2006년)
- 4월 5일 - 태국의 법조 겸 정치가, 제14대 총리 타닌 끄라이위치안. (~2025년)
- 4월 7일 - 대한민국의 어부, 기업인 윤정구. (~2018년)
- 4월 15일 - 대한민국의 배우 정애란. (~2005년)
- 4월 16일 - 카톨릭 제265대의 교황 교황 베네딕토 16세. (~2022년)
- 4월 18일 - 미국의 정치학자 새뮤얼 헌팅턴. (~2008년)
- 4월 20일 - 일본의 시인 모리사키 가즈에. (~2022년)
- 4월 27일
  - 대한민국의 방송인 송해. (~2022년)
  - 미국의 인권 운동가 코레타 스콧 킹. (~2006년)
- 4월 28일 - 대한민국의 제15대 대통령 김대중의 첫 번째 부인 차용애. (~1959년)

### 5월
- 5월 1일 - 덴마크의 수영 선수 그레타 안데르센. (~2023년)
- 5월 5일 - 미국의 배우 팻 캐럴 (~2022년)
- 5월 8일 - 헝가리의 추기경 퍼슈커이 라슬로 (~2015년)
- 5월 9일 - 독일의 생물리학자 만프레트 아이겐. (~2019년)
- 5월 10일 - 미국의 영화배우 데이비드 헤디슨. (~2019년)
- 5월 13일 - 대한민국의 기업인 강신호. (~2023년)
- 5월 18일 - 프랑스의 축구 선수 시몽 짐니. (~2007년)
- 5월 19일
  - 대한민국의 독립운동가 조문기. (~2008년)
  - 미국의 수학자 서지 랭. (~2005년)
- 5월 25일 - 미국의 소설가 로버트 러들럼. (~2001년)
- 5월 26일 - 캐나다의 심리학자 엔델 툴빙.

### 6월
- 6월 4일 - 대한민국의 군인 김재춘. (~2014년)
- 6월 16일 - 대한민국의 정치인 연제원.
- 6월 19일 - 대한민국의 배우 하연남.
- 6월 21일 - 미국의 정치인, 클리블랜드의 첫 흑인 시장 칼 스토크스. (~1996년)
- 6월 28일 - 미국의 과학자, 연구원 프랭크 셔우드 롤런드. (~2012년)

### 7월
- 7월 3일 - 영국의 영화 감독 켄 러셀. (~2011년)
- 7월 4일 - 이탈리아의 배우 지나 롤로브리지다. (~2023년)
- 7월 6일 - 미국의 배우 재닛 리. (~2004년)
- 7월 10일 - 미국의 정치인, 뉴욕의 첫 흑인 시장 데이비드 딘킨스. (~2020년)
- 7월 11일 - 스웨덴의 지휘자 헤르베르트 블롬슈테트.
- 7월 12일 - 독일의 물리학자 헤르만 하켄. (~2024년)
- 7월 13일 - 프랑스의 법조인, 정치인 시몬 베유. (~2007년)
- 7월 14일 - 대한민국의 화학자, 대학교수, 교육자 장세희. (~1997년)
- 7월 15일 - 미국의 배우 조 터켈. (~2022년)
- 7월 18일 - 독일의 지휘자 쿠르트 마주어. (~2015년)

### 8월
- 8월 1일
  - 대한민국의 승려 숭산. (~2004년)
  - 일본의 정치인 미쓰즈카 히로시. (~2004년)
- 8월 4일 - 대한민국의 아동음악가 권길상. (~2015년)
- 8월 9일 - 미국의 과학자 마빈 민스키. (~2016년)
- 8월 12일 - 미국의 농구 선수 밥 해리슨. (~2024년)
- 8월 18일 - 미국 제39대 대통령의 영부인 로절린 카터. (~2023년)
- 8월 19일 - 미국의 배우 겸 영화감독 L.Q. 존스 (~2022년)
- 8월 21일 - 미국의 정치 지도자 토머스 S. 몬슨. (~2018년)
- 8월 23일 - 프랑스의 음악가 마르시알 솔랄. (~2024년)

### 9월
- 9월 1일 - 대한민국의 교육인, 정치가 정희채. (~2020년)
- 9월 5일
  - 대한민국의 정치인 노승환. (~2014년)
  - 미국의 경제학자 폴 볼커. (~2019년)
- 9월 6일 - 대한민국의 수학자 김용운. (~2020년)
- 9월 13일 - 오스트리아의 귀족 프란츠 폰 호헨베르크 공작. (~1977년)
- 9월 22일 - 미국의 야구 선수, 야구 감독 토미 라소다. (~2021년)
- 9월 23일 - 대한민국의 종교인 변선환. (~1995년)
- 9월 25일 - 영국의 지휘자 콜린 데이비스. (~2013년)
- 9월 26일
  - 대한민국의 시인 김남조. (~2023년)
  - 대한민국의 조각가 권경숙. (~2024년)
- 9월 29일 - 대한민국의 연극배우 장민호. (~2012년)
- 9월 30일 - 대한민국의 군인 주영복. (~2005년)

### 10월
- 10월 1일 - 대한민국의 역사학자‧고서 수집가 이종학. (~2002년)
- 10월 6일 - 미국의 태양물리학자 유진 파커. (~2022년)
- 10월 11일 - 미국의 사업가 윌리엄 페리.
- 10월 13일 - 미국의 가수 아니타 커. (~2022년)
- 10월 14일 - 영국의 영화 배우 로저 무어. (~2017년)
- 10월 16일
  - 독일의 소설가 귄터 그라스. (~2015년)
  - 대한민국의 검사 출신 정치인 강달수.
- 10월 23일 - 미국의 기업인 배런 힐턴. (~2019년)
- 10월 24일
  - 대한민국의 군인, 정치인 박태준. (~2011년)
  - 프랑스의 가수 질베르 베코. (~2001년)
- 10월 25일 - 우루과이의 제38대 대통령 호르헤 바트예 이바녜스. (~2016년)
- 10월 30일 - 네덜란드의 작가 하리 뮐리스. (~2010년)
- 10월 31일 - 미국의 배우 리 그랜트.

### 11월
- 11월 3일 - 노르웨이의 정치인 오드바르 노를리. (~2018년)
- 11월 7일 - 일본의 기업인 닌텐도 주식회사 前 사장 야마우치 히로시. (~2013년)
- 11월 8일 - 미국의 음악가 패티 페이지. (~2013년)
- 11월 11일 - 대한민국의 군인, 정치인 강기천. (~2019년)
- 11월 12일 - 대한민국의 여성운동가 출신 정치인 김정례. (~2020년)
- 11월 23일
  - 대한민국의 시인, 건축학자, 저술가 윤일주. (~1985년)
  - 이탈리아의 추기경 안젤로 소다노. (~2022년)
- 11월 29일 - 미국의 스포츠캐스터 빈 스컬리. (~2022년)

### 12월
- 12월 3일 - 미국의 싱어송라이터 겸 영화배우 앤디 윌리엄스. (~2012년)
- 12월 5일 - 태국의 국왕 라마 9세. (~2016년)
- 12월 7일 - 대한민국의 정치인, 대학교수 정병학.
- 12월 10일 - 레바논의 가수, 배우 사바. (~2014년)
- 12월 12일
  - 대한민국의 정치인 오홍석. (~2008년)
  - 미국의 인텔 창업자 로버트 노이스. (~1990년)
- 12월 20일 - 대한민국의 제14대 대통령 김영삼. (~2015년)
- 12월 25일 - 인도의 음악가 란 나라얀.

### 미상
- 대한민국의 영화 감독 박종호. (~2012년)
- 미국의 가수 조니 레이. (~1990년)
- 대한민국의 군인 이명수. (~2005년)
- 대한민국의 음악가 이정희. (~1998년)
- 대한민국의 화학자, 대학 교수 장세희. (~1997년)

## 사망

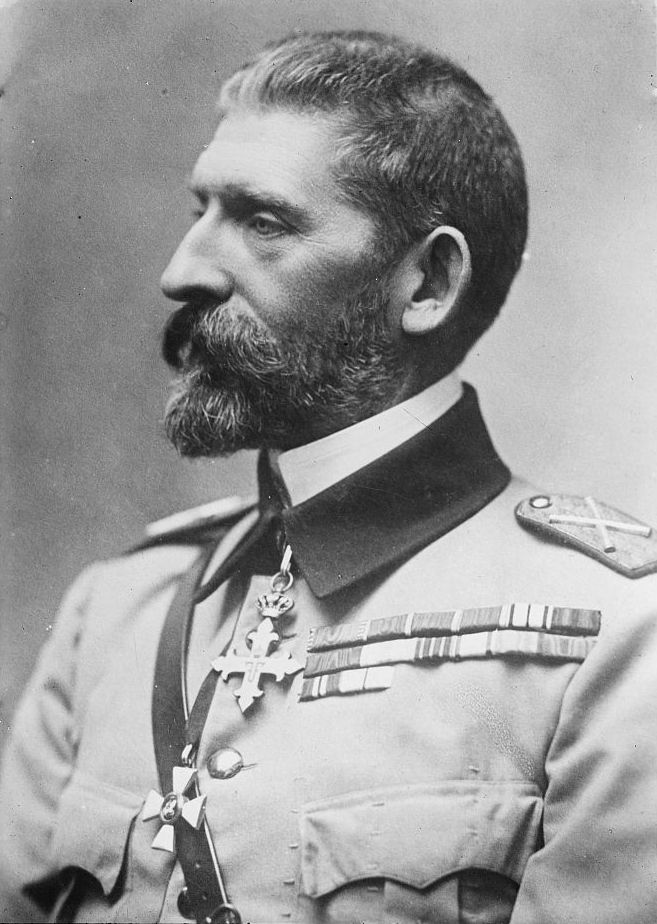
페르디난드 1세

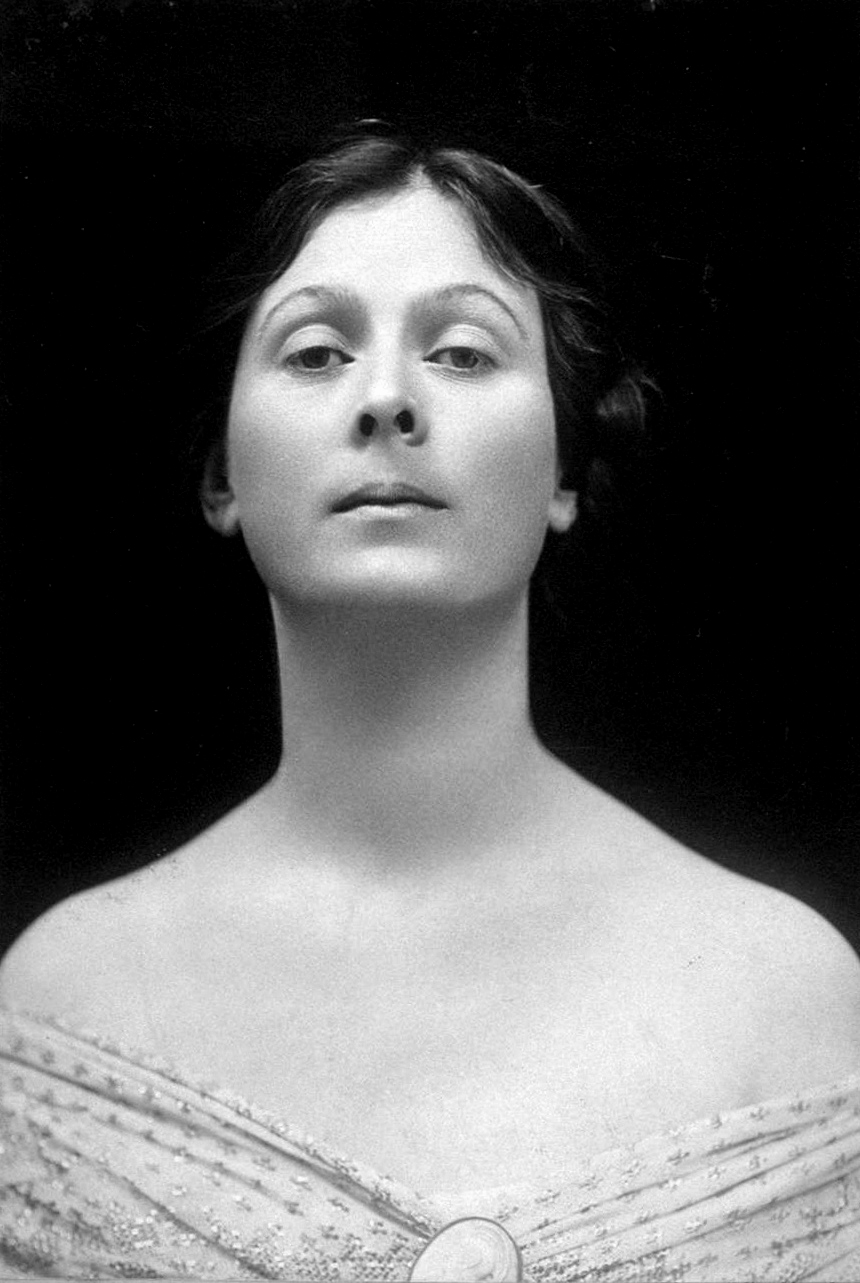
이사도라 던컨

- 3월 29일 - 대한민국의 독립운동가 이상재. (1850년~)
- 7월 20일 - 루마니아의 군주 페르디난드 1세. (1865년~)
- 7월 23일 - 일본의 소설가 아쿠타가와 류노스케. (1892년~)
- 9월 14일 - 미국의 무용가 이사도라 덩컨 (1877년~)

## 노벨상
- 물리학상: 아서 콤프턴, 찰스 톰슨 리스 윌슨
- 화학상:하인리히 오토 빌란트
- 생리학 및 의학상:율리우스 바그너-야우레크
- 문학상:앙리 베르그송
- 평화상:페르디낭 뷔송, 루트비히 크비데

## 달력
| 1월 |    |    |    |    |    |    |
| 일  | 월 | 화 | 수 | 목 | 금 | 토 |
|     |    |    |    |    |    | 1  |
| 2   | 3  | 4  | 5  | 6  | 7  | 8  |
| 9   | 10 | 11 | 12 | 13 | 14 | 15 |
| 16  | 17 | 18 | 19 | 20 | 21 | 22 |
| 23  | 24 | 25 | 26 | 27 | 28 | 29 |
| 30  | 31 |    |    |    |    |    |

| 2월 |    |    |    |    |    |    |
| 일  | 월 | 화 | 수 | 목 | 금 | 토 |
|     |    | 1  | 2  | 3  | 4  | 5  |
| 6   | 7  | 8  | 9  | 10 | 11 | 12 |
| 13  | 14 | 15 | 16 | 17 | 18 | 19 |
| 20  | 21 | 22 | 23 | 24 | 25 | 26 |
| 27  | 28 |    |    |    |    |    |

| 3월 |    |    |    |    |    |    |
| 일  | 월 | 화 | 수 | 목 | 금 | 토 |
|     |    | 1  | 2  | 3  | 4  | 5  |
| 6   | 7  | 8  | 9  | 10 | 11 | 12 |
| 13  | 14 | 15 | 16 | 17 | 18 | 19 |
| 20  | 21 | 22 | 23 | 24 | 25 | 26 |
| 27  | 28 | 29 | 30 | 31 |    |    |

| 4월 |    |    |    |    |    |    |
| 일  | 월 | 화 | 수 | 목 | 금 | 토 |
|     |    |    |    |    | 1  | 2  |
| 3   | 4  | 5  | 6  | 7  | 8  | 9  |
| 10  | 11 | 12 | 13 | 14 | 15 | 16 |
| 17  | 18 | 19 | 20 | 21 | 22 | 23 |
| 24  | 25 | 26 | 27 | 28 | 29 | 30 |

| 5월 |    |    |    |    |    |    |
| 일  | 월 | 화 | 수 | 목 | 금 | 토 |
| 1   | 2  | 3  | 4  | 5  | 6  | 7  |
| 8   | 9  | 10 | 11 | 12 | 13 | 14 |
| 15  | 16 | 17 | 18 | 19 | 20 | 21 |
| 22  | 23 | 24 | 25 | 26 | 27 | 28 |
| 29  | 30 | 31 |    |    |    |    |

| 6월 |    |    |    |    |    |    |
| 일  | 월 | 화 | 수 | 목 | 금 | 토 |
|     |    |    | 1  | 2  | 3  | 4  |
| 5   | 6  | 7  | 8  | 9  | 10 | 11 |
| 12  | 13 | 14 | 15 | 16 | 17 | 18 |
| 19  | 20 | 21 | 22 | 23 | 24 | 25 |
| 26  | 27 | 28 | 29 | 30 |    |    |

| 7월 |    |    |    |    |    |    |
| 일  | 월 | 화 | 수 | 목 | 금 | 토 |
|     |    |    |    |    | 1  | 2  |
| 3   | 4  | 5  | 6  | 7  | 8  | 9  |
| 10  | 11 | 12 | 13 | 14 | 15 | 16 |
| 17  | 18 | 19 | 20 | 21 | 22 | 23 |
| 24  | 25 | 26 | 27 | 28 | 29 | 30 |
| 31  |    |    |    |    |    |    |

| 8월 |    |    |    |    |    |    |
| 일  | 월 | 화 | 수 | 목 | 금 | 토 |
|     | 1  | 2  | 3  | 4  | 5  | 6  |
| 7   | 8  | 9  | 10 | 11 | 12 | 13 |
| 14  | 15 | 16 | 17 | 18 | 19 | 20 |
| 21  | 22 | 23 | 24 | 25 | 26 | 27 |
| 28  | 29 | 30 | 31 |    |    |    |

| 9월 |    |    |    |    |    |    |
| 일  | 월 | 화 | 수 | 목 | 금 | 토 |
|     |    |    |    | 1  | 2  | 3  |
| 4   | 5  | 6  | 7  | 8  | 9  | 10 |
| 11  | 12 | 13 | 14 | 15 | 16 | 17 |
| 18  | 19 | 20 | 21 | 22 | 23 | 24 |
| 25  | 26 | 27 | 28 | 29 | 30 |    |

| 10월 |    |    |    |    |    |    |
| 일   | 월 | 화 | 수 | 목 | 금 | 토 |
|      |    |    |    |    |    | 1  |
| 2    | 3  | 4  | 5  | 6  | 7  | 8  |
| 9    | 10 | 11 | 12 | 13 | 14 | 15 |
| 16   | 17 | 18 | 19 | 20 | 21 | 22 |
| 23   | 24 | 25 | 26 | 27 | 28 | 29 |
| 30   | 31 |    |    |    |    |    |

| 11월 |    |    |    |    |    |    |
| 일   | 월 | 화 | 수 | 목 | 금 | 토 |
|      |    | 1  | 2  | 3  | 4  | 5  |
| 6    | 7  | 8  | 9  | 10 | 11 | 12 |
| 13   | 14 | 15 | 16 | 17 | 18 | 19 |
| 20   | 21 | 22 | 23 | 24 | 25 | 26 |
| 27   | 28 | 29 | 30 |    |    |    |

| 12월 |    |    |    |    |    |    |
| 일   | 월 | 화 | 수 | 목 | 금 | 토 |
|      |    |    |    | 1  | 2  | 3  |
| 4    | 5  | 6  | 7  | 8  | 9  | 10 |
| 11   | 12 | 13 | 14 | 15 | 16 | 17 |
| 18   | 19 | 20 | 21 | 22 | 23 | 24 |
| 25   | 26 | 27 | 28 | 29 | 30 | 31 |

### 음양력 대조 일람
| 음력월 | 월건 | 대소 | 음력 1일의 양력 월일 | 음력 1일 간지 |
| ------ | ---- | ---- | -------------------- | ------------- |
| 1월    | 임인 | 대   | 2월 2일              | 정묘          |
| 2월    | 계묘 | 소   | 3월 4일              | 정유          |
| 3월    | 갑진 | 소   | 4월 2일              | 병인          |
| 4월    | 을사 | 대   | 5월 1일              | 을미          |
| 5월    | 병오 | 소   | 5월 31일             | 을축          |
| 6월    | 정미 | 대   | 6월 29일             | 갑오          |
| 7월    | 무신 | 소   | 7월 29일             | 갑자          |
| 8월    | 기유 | 대   | 8월 27일             | 계사          |
| 9월    | 경술 | 대   | 9월 26일             | 계해          |
| 10월   | 신해 | 소   | 10월 26일            | 계사          |
| 11월   | 임자 | 대   | 11월 24일            | 임술          |
| 12월   | 계축 | 대   | 12월 24일            | 임진          |